# Eurhopalothrix bolaui
Eurhopalothrix bolaui är en myrart som först beskrevs av Mayr 1870.  Eurhopalothrix bolaui ingår i släktet Eurhopalothrix och familjen myror. Inga underarter finns listade i Catalogue of Life.

## Bildgalleri

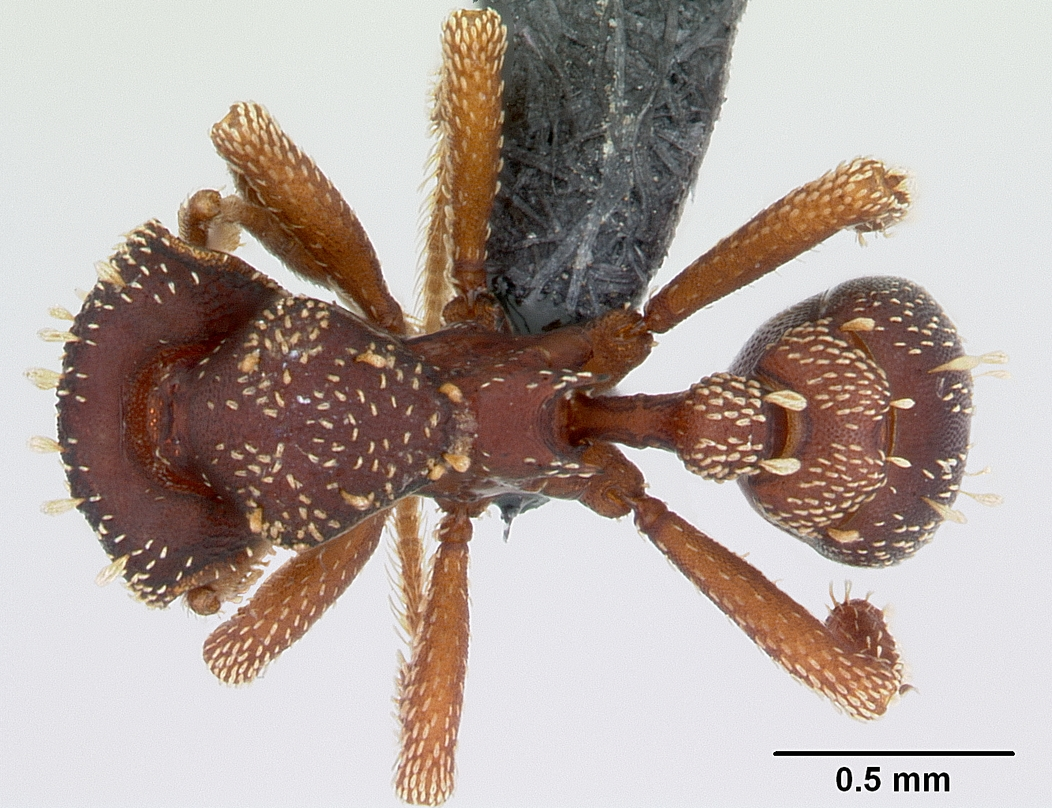
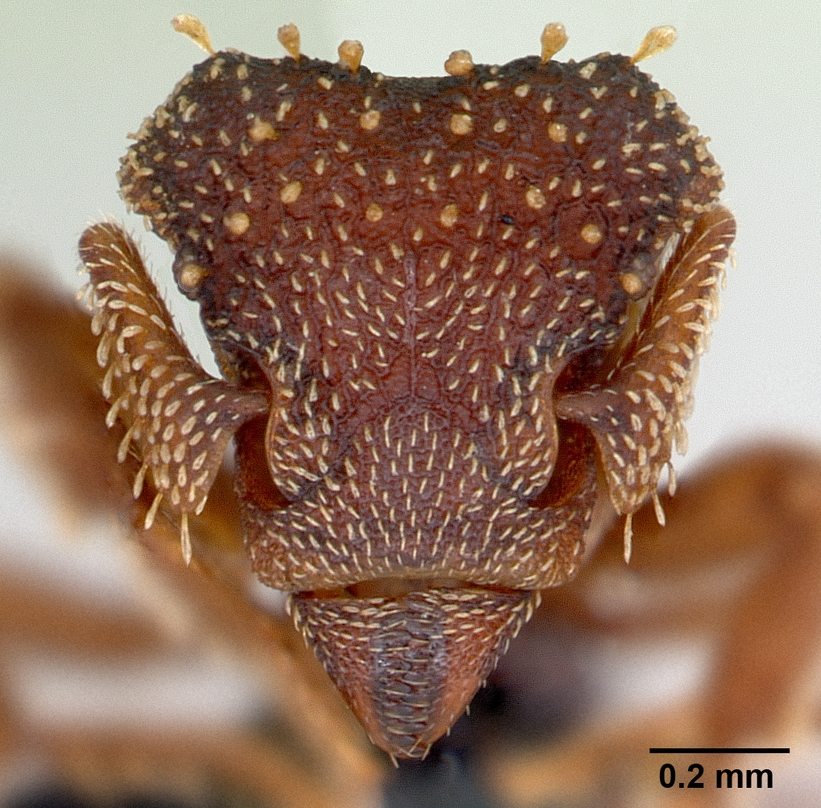
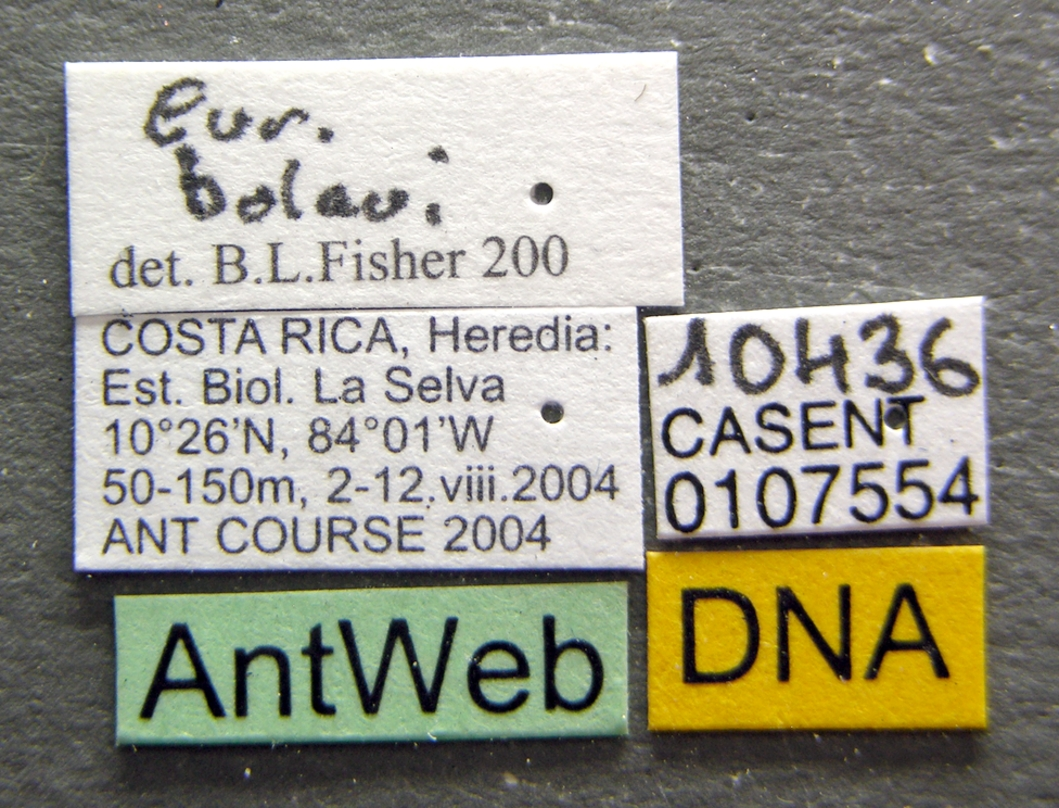
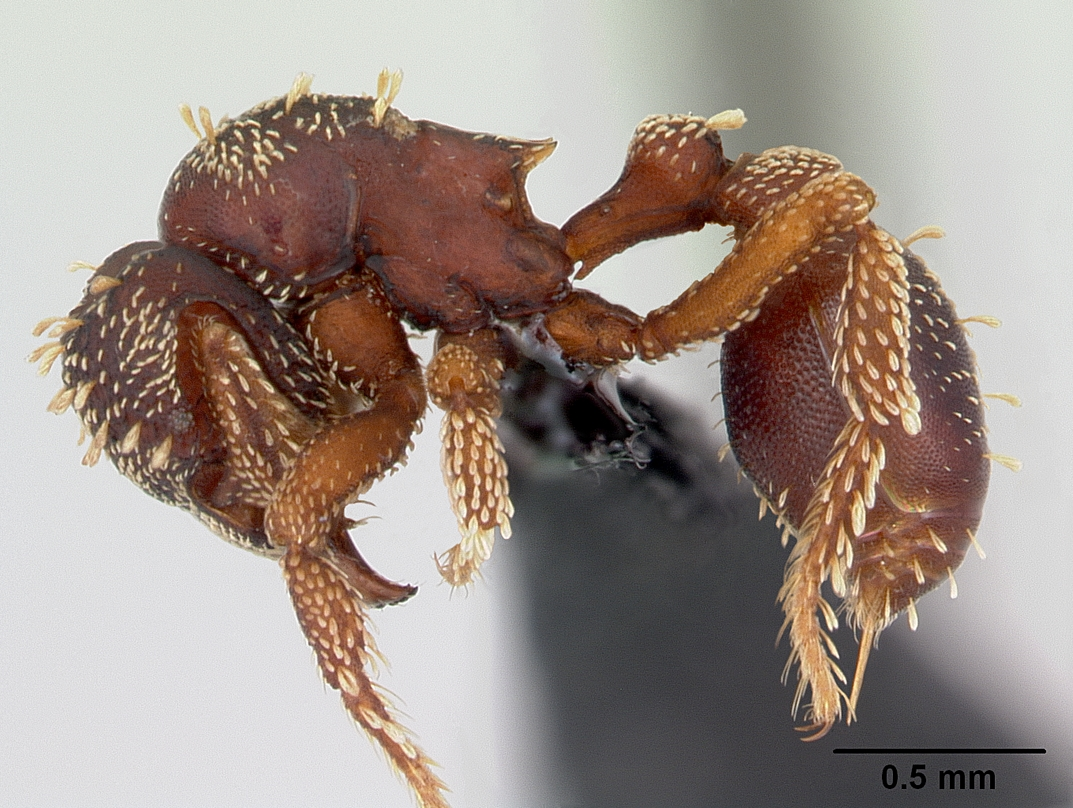
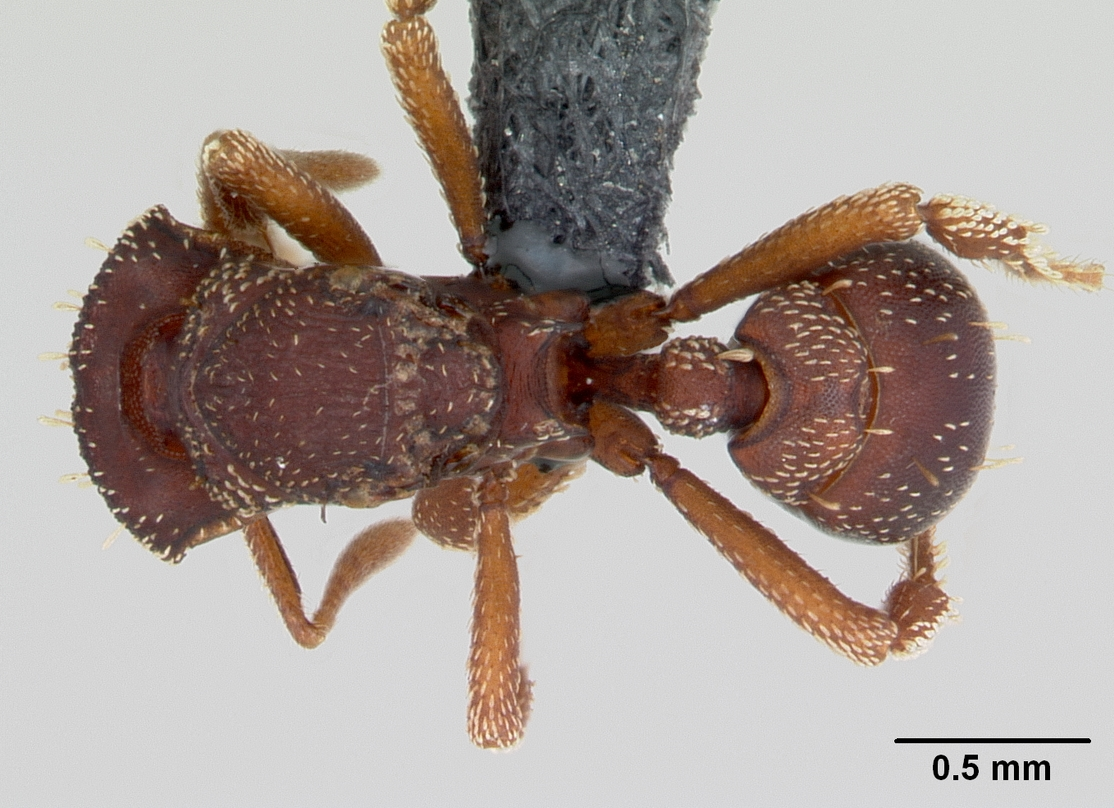
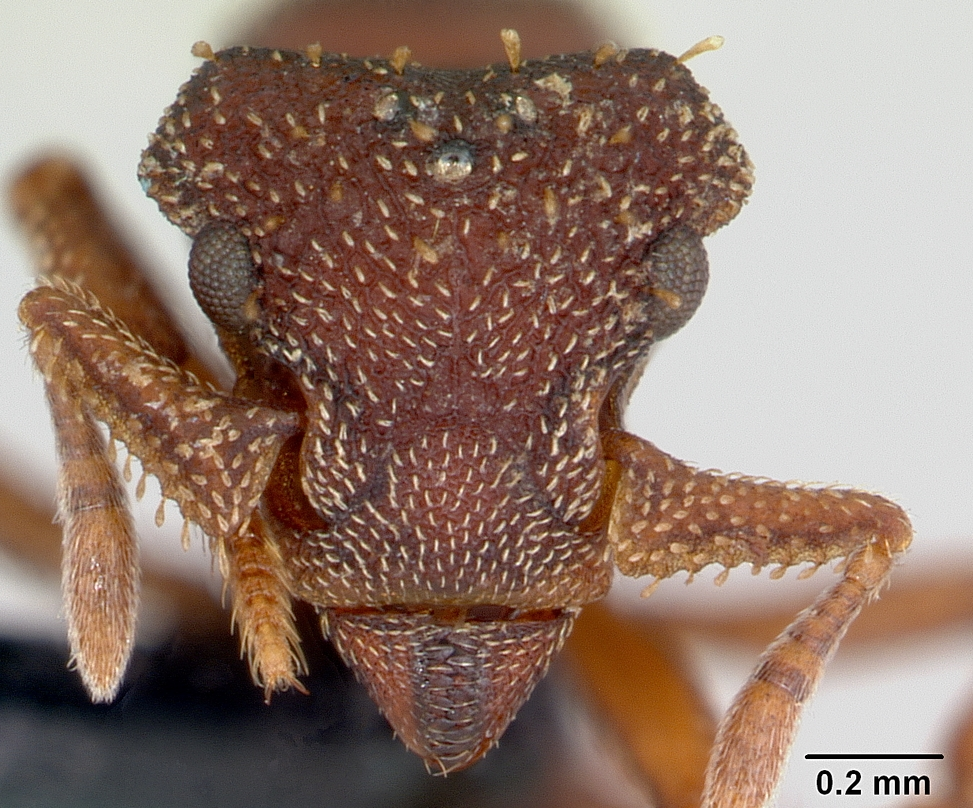